# Goes (Países Bajos)
Goes es un municipio y una localidad situado en la isla de Zuid-Beveland, en la provincia de Zelanda (Países Bajos). En la capital municipal viven cerca de 27.000 personas.

## Toponimia
Goes fue fundada en el siglo X. Existen varias teorías acerca de su origen toponímico. Una versión plausible, aceptada oficialmente, dice que el nombre Goes proviene de la palabra Curtagosum, lugar mencionado en un texto del año 976; Gosa (gosum) es un hidrónomo que acompaña a Curt (Kurt = pequeño).

## Historia

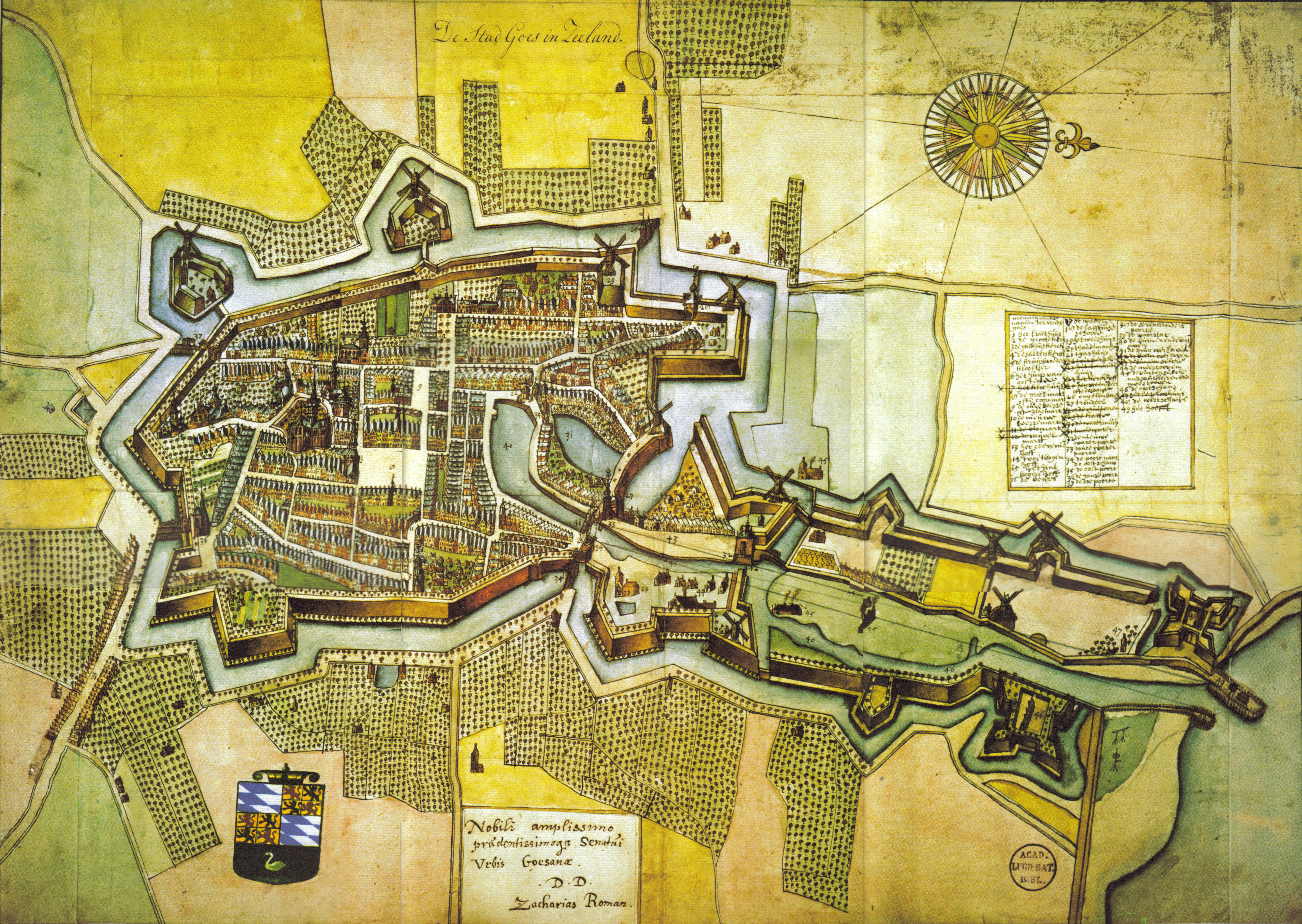
Goes hacia 1650.

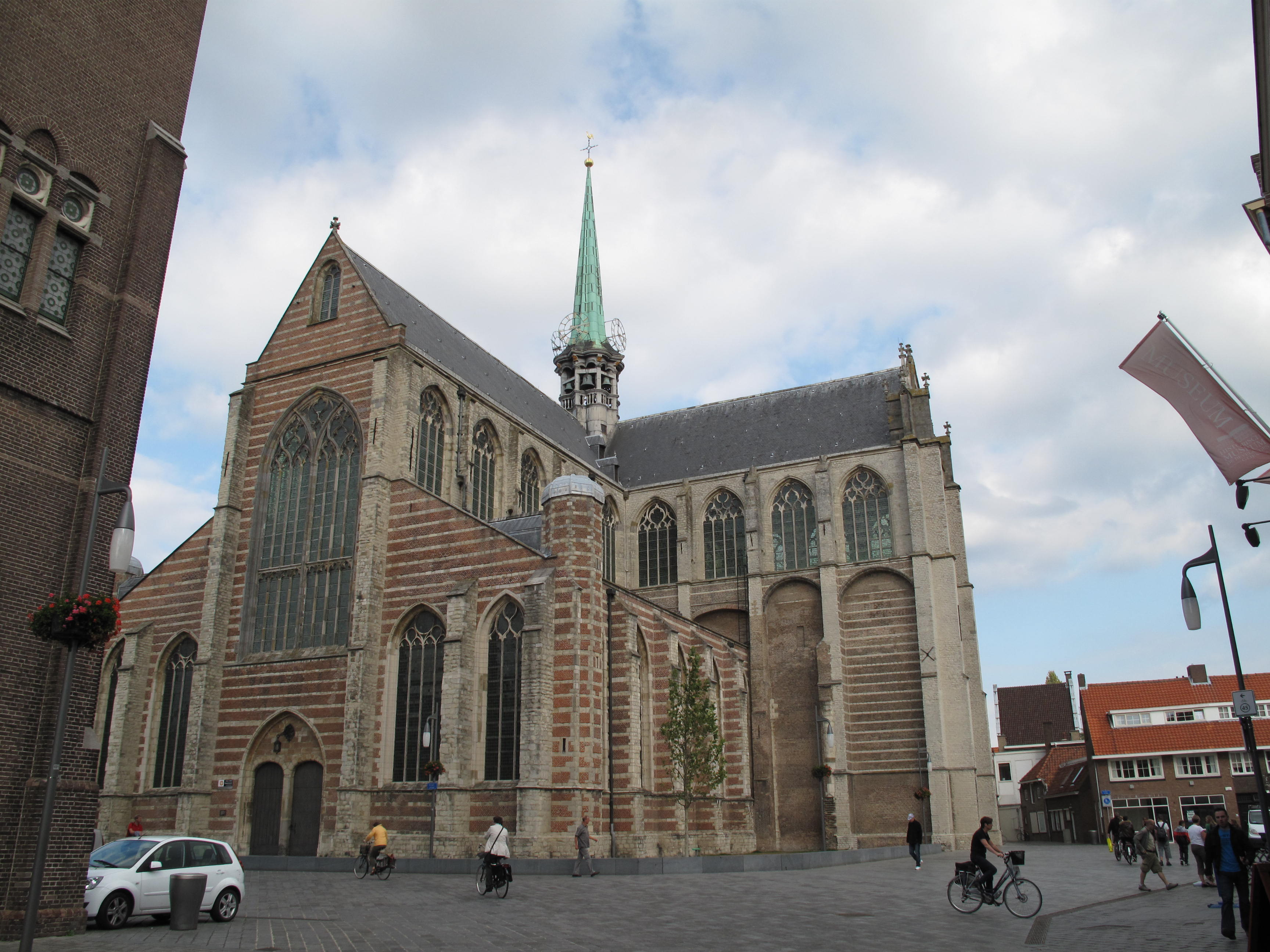
Iglesia en Goes.

Goes se fundó junto al río Korte Gos en el siglo X. En el siglo XII ya contaba con mercado e iglesia, y fue declarada ciudad en 1405. Pocos años después, en 1417, se le permitió levantar una muralla. La industria textil y la producción de sal, en auge, fueron responsables del rápido desarrollo de Goes. Sin embargo, la ciudad comenzó a declinar en el siglo XVI. El lecho del río se empantanó y, por tanto, su conexión con el mar quedó cortada, lastrando la economía local. En 1544, además, Goes sufrió un gran incendio que la destruyó en gran parte.
Durante el gobierno español de Goes, tuvo lugar el conocido Socorro de Goes cuando una fuerza de holandeses e ingleses ocuparon la ciudad 1572, pero fueron expulsados por un muy inferior número de soldados de los tercios españoles al mando de Cristóbal de Mondragón que para llegar a la sitiada ciudad vadearon el río Escalda por su desembocadura caminando durante la noche 15 kilómetros con el agua a la altura del pecho.
Posteriormente se construyó una nueva muralla de la que aún se conservan algunos lienzos. En 1577 la ciudad pasó a manos de las Provincias Unidas, durante la guerra de Flandes. Para entonces la ciudad ya había declinado y no jugó un gran papel hasta el siglo XIX, a excepción de considerarse un gran centro regional en materia de agricultura. En 1868 Goes quedó comunicada por ferrocarril, lo que sin embargo no conllevó su industrialización; la agricultura continuó liderando su economía.
Durante la Primera Guerra Mundial algunas bombas alcanzaron Goes, a pesar de que los Países Bajos permanecieron oficialmente neutrales en la contienda, debido a un error táctico de un aviador británico. Como resultado, un edificio quedó destruido, provocando la muerte de una persona. La Segunda Guerra Mundial causó daños más graves, una vez que los alemanes la ocuparon.
Durante el siglo XX Goes no experimentó grandes incrementos poblacionales hasta las décadas de 1970 y 1980; desde entonces, la población ha aumentado y se han ido creando nuevas áreas residenciales.
Actualmente Goes supone la cuarta economía zelandesa.

## Localidades
El municipio cuenta con las siguientes localidades:
- Eindewege
- Goes
- 's-Heer Arendskerke
- 's-Heer Hendrikskinderen
- Kattendijke
- Kloetinge
- Oud-Sabbinge
- Wilhelminadorp
- Wolphaartsdijk

## Turismo
El día del turista es el 8 de septiembre. Cada año en esta fecha, los museos y las atracciones turísticas de Goes abren sus puertas a los visitantes sin cobrar la tarifa habitual.[cita requerida]